# Laufeia keyserlingi
Laufeia keyserlingi är en spindelart som först beskrevs av Tord Tamerlan Teodor Thorell 1890.  Laufeia keyserlingi ingår i släktet Laufeia och familjen hoppspindlar. Inga underarter finns listade i Catalogue of Life.